# Tout baigne !
Pour plus de détails, voir Fiche technique et Distribution.
Tout baigne ! est un film français réalisé par Éric Civanyan, sorti en 1999.

## Synopsis
Marine et Yann vivent heureux dans leur maison de campagne, et attendent un heureux évènement pour très bientôt. Mais le déluge les contraint à rester cloîtrés chez eux, très vite rejoints par Jacques, Francis, Huguette et Monsieur Boulaouane... Tous s'efforcent tant bien que mal à mentir à Marine de peur que celle-ci n'accouche dans la panique.

## Fiche technique
- Titre : Tout baigne !
- Réalisation : Éric Civanyan
- Scénario : Roland Marchisio d'après la pièce de théâtre du même nom
- Production : Alain Terzian
- Musique : Nicolas Errèra
- Photographie : Christophe Beaucarne
- Montage : Aurique Delannoy
- Décors : Jean-Pierre Bazerolle
- Pays d'origine :  France
- Format : couleurs - Dolby
- Genre : comédie
- Durée : 90 minutes
- Date de sortie : 1999

## Distribution
- François Morel : Jacques
- Isabelle Gélinas : Marine
- Pascal Elbé : Boula
- Bob Martet : Francis
- Thierry Nicolas : Yann
- Aude Thirion : Huguette
- André Chazel : André
- Véronique Viel : Pascaline
- Patrick Massieu : Joseph
- Philippe Spiteri : Jean-René
- Emmanuelle Nataf : L'infirmière
- Jacques Le Carpentier : Le capitaine des pompiers
- Christophe Rouzaud : Le gérant du camping

## Autour du film
- Il s'agit de l'adaptation de la pièce de théâtre (créée au théâtre Grévin) de : Éric Laborie, Roland Marchisio, Thierry Nicolas, Pascal Elbé, Bob Martet, Marie-Isabelle Massot et Aude Thirion. La mise en scène était signée Nicolas Ragni et Cathy Guillemin.